# Csanádpalota
Csanádpalota es una ciudad húngara perteneciente al distrito de Makó en el condado de Csongrád, con una población en 2012 de 2968 habitantes.
Se conoce la existencia de la localidad desde 1421, cuando se menciona con el nombre de Palota como una propiedad de la familia Jánki de Nagylak. Segismundo de Luxemburgo entregó el pueblo al Ban de Croacia y más tarde fue propiedad de la familia Hunyadi. En 1552, la localidad original fue destruida por los turcos, y durante los dos siglos siguientes hubo continuos conflictos que incluyeron cambios de propietarios, despoblaciones y repoblaciones, siendo habitada la localidad en diversas épocas por magiares, alemanes, rumanos y serbios, hasta acabar siendo con el tiempo una localidad de mayoría étnica magiar. Adquirió estatus urbano el 1 de julio de 2009.
Se ubica unos 15 km al este de la capital distrital Makó junto a la frontera con Rumania, cerca de la carretera A1 que une Szeged con Arad.